# Résultats détaillés des championnats d'Europe d'athlétisme en salle 2005
Résultats détaillés des Championnats d'Europe d'athlétisme en salle 2005 de Madrid.
| Courses : 60 m - 200 m - 400 m - 800 m - 1 500 m - 3 000 m Obstacles : 60 m haies Relais : Relais 4 × 400 m Sauts : Hauteur - Longueur - Triple saut - Perche Lancers: - Poids Epreuves combinées: Heptathlon/Pentathlon Légende |

## Résultats

### 60 m
| Rang | Pays        | Athlète             | Temps  |
| ---- | ----------- | ------------------- | ------ |
| 1    | Royaume-Uni | Jason Gardener      | 6 s 55 |
| 2    | France      | Ronald Pognon       | 6 s 62 |
| 3    | Ukraine     | Kostyantyn Vasyukov | 6 s 62 |
| 4    | Russie      | Andrey Yepishin     | 6 s 65 |
| 5    | Italie      | Simone Collio       | 6 s 66 |
| 6    | Royaume-Uni | Mark Lewis-Francis  | disq.  |

| Rang | Pays      | Athlète           | Temps  |
| ---- | --------- | ----------------- | ------ |
| 1    | Belgique  | Kim Gevaert       | 7 s 16 |
| 2    | Grèce     | Yeoryia Kokloni   | 7 s 18 |
| 3    | Grèce     | Maria Karastamati | 7 s 25 |
| 4    | Russie    | Mariya Bolikova   | 7 s 29 |
| 5    | Russie    | Larisa Kruglova   | 7 s 32 |
| 6    | Allemagne | Marion Wagner     | 7 s 32 |

### 200 m
| Rang | Pays        | Athlète            | Temps   |
| ---- | ----------- | ------------------ | ------- |
| 1    | Allemagne   | Tobias Unger       | 20 s 53 |
| 2    | Royaume-Uni | Chris Lambert      | 20 s 69 |
| 3    | Pologne     | Marcin Urbas       | 21 s 04 |
| 4    | Pays-Bas    | Guus Hoogmoed      | 21 s 12 |
| 5    | Ukraine     | Dmytro Hlushchenko | 21 s 25 |
| 6    | Royaume-Uni | Tim Abeyie         | DNS     |

| Rang | Pays     | Athlète                | Temps   |
| ---- | -------- | ---------------------- | ------- |
| 1    | Bulgarie | Ivet Lalova            | 22 s 91 |
| 2    | Autriche | Karin Mayr-Krifka      | 22 s 94 |
| 3    | Pays-Bas | Jacqueline Poelman     | 23 s 42 |
| 4    | Pologne  | Anna Pacholak          | 23 s 55 |
| 5    | Russie   | Yekaterina Kondratyeva | 23 s 57 |
| 6    | France   | Fabé Dia               | 24 s 23 |

### 400 m
| Rang | Pays        | Athlète             | Temps   |
| ---- | ----------- | ------------------- | ------- |
| 1    | Irlande     | David Gillick       | 46 s 30 |
| 2    | Espagne     | David Canal         | 46 s 64 |
| 3    | Allemagne   | Sebastian Gatzka    | 46 s 88 |
| 4    | Russie      | Dmitriy Forshev     | 47 s 37 |
| 5    | Ukraine     | Volodymyr Demchenko | 47 s 39 |
| 6    | Royaume-Uni | Dale Garland        | 47 s 59 |

| Rang | Pays        | Athlète            | Temps   |
| ---- | ----------- | ------------------ | ------- |
| 1    | Russie      | Svetlana Pospelova | 50 s 41 |
| 2    | Biélorussie | Sviatlana Usovich  | 50 s 55 |
| 3    | Russie      | Irina Rosikhina    | 52 s 05 |
| 4    | Biélorussie | Ilona Usovich      | 52 s 06 |
| 5    | Ukraine     | Nataliya Pyhyda    | 52 s 63 |
| 6    | Pologne     | Monika Bejnar      | 52 s 63 |

### 800 m
| Rang | Pays        | Athlète              | Temps         |
| ---- | ----------- | -------------------- | ------------- |
| 1    | Russie      | Dmitriy Bogdanov     | 1 min 48 s 61 |
| 2    | Espagne     | Antonio Manuel Reina | 1 min 48 s 76 |
| 3    | Espagne     | Juan De Dios Jurado  | 1 min 49 s 11 |
| 4    | Royaume-Uni | James McIlroy        | 1 min 49 s 33 |
| 5    | Pays-Bas    | Arnoud Okken         | 1 min 49 s 77 |
| 6    | France      | Antoine Martiak      | 1 min 51 s 11 |

| Rang | Pays      | Athlète           | Temps         |
| ---- | --------- | ----------------- | ------------- |
| 1    | Russie    | Larisa Chzhao     | 1 min 59 s 97 |
| 2    | Espagne   | Maite Martinez    | 2 min 00 s 52 |
| 3    | Russie    | Natalya Tsyganova | 2 min 01 s 62 |
| 4    | Russie    | Irina Vashentseva | 2 min 01 s 84 |
| 5    | Allemagne | Monika Gradzki    | 2 min 02 s 53 |
| 6    | Allemagne | Claudia Gesell    | 2 min 04 s 06 |

### 1 500 m
| Rang | Pays        | Athlète             | Temps         |
| ---- | ----------- | ------------------- | ------------- |
| 1    | Ukraine     | Ivan Heshko         | 3 min 36 s 70 |
| 2    | Espagne     | Juan Carlos Higuero | 3 min 37 s 98 |
| 3    | Espagne     | Reyes Estévez       | 3 min 38 s 90 |
| 4    | Espagne     | Arturo Casado       | 3 min 38 s 94 |
| 5    | Belgique    | Joeri Jansen        | 3 min 40 s 12 |
| 6    | Royaume-Uni | James Thie          | 3 min 40 s 76 |

| Rang | Pays        | Athlète           | Temps         |
| ---- | ----------- | ----------------- | ------------- |
| 1    | Roumanie    | Elena Iagar       | 4 min 03 s 09 |
| 2    | Roumanie    | Corina Dumbravean | 4 min 05 s 88 |
| 3    | France      | Hind Dehiba       | 4 min 07 s 20 |
| 4    | Royaume-Uni | Helen Clitheroe   | 4 min 07 s 54 |
| 5    | Biélorussie | Alesia Turava     | 4 min 08 s 81 |
| 6    | Allemagne   | Antje Möldner     | 4 min 10 s 83 |

### 3 000 m
| Rang | Pays        | Athlète            | Temps         |
| ---- | ----------- | ------------------ | ------------- |
| 1    | Irlande     | Alistair Cragg     | 7 min 46 s 32 |
| 2    | Royaume-Uni | John Mayock        | 7 min 51 s 46 |
| 3    | Espagne     | Reyes Estévez      | 7 min 51 s 65 |
| 4    | Autriche    | Günther Weidlinger | 7 min 52 s 35 |
| 5    | Russie      | Pavel Shapovalov   | 7 min 53 s 95 |
| 6    | Royaume-Uni | Mohammed Farah     | 7 min 54 s 08 |

| Rang | Pays      | Athlète                  | Performance   |
| ---- | --------- | ------------------------ | ------------- |
| 1    | Pologne   | Lidia Chojecka           | 8 min 43 s 76 |
| 2    | Turquie   | Tezeta Desalegn-Dengersa | 8 min 46 s 65 |
| 3    | Autriche  | Susanne Pumper           | 8 min 47 s 74 |
| 4    | Allemagne | Sabrina Mockenhaupt      | 8 min 47 s 76 |
| 5    | Italie    | Silvia Weissteiner       | 8 min 56 s 27 |
| 6    | Russie    | Liliya Shobukhova        | 8 min 57 s 79 |

### 60 m haies
| Rang | Pays      | Athlète            | Temps  |
| ---- | --------- | ------------------ | ------ |
| 1    | France    | Ladji Doucouré     | 7 s 50 |
| 2    | Espagne   | Felipe Vivancos    | 7 s 61 |
| 3    | Suède     | Robert Kronberg    | 7 s 65 |
| 4    | Suède     | Philip Nossmy      | 7 s 65 |
| 5    | Allemagne | Thomas Blaschek    | 7 s 68 |
| -    | Lettonie  | Stanislavs Olijars | disq   |

| Rang | Pays      | Athlète          | Temps  |
| ---- | --------- | ---------------- | ------ |
| 1    | Suède     | Susanna Kallur   | 7 s 80 |
| 2    | Suède     | Jenny Kallur     | 7 s 99 |
| 3    | Allemagne | Kirsten Bolm     | 8 s 00 |
| 4    | Espagne   | Glory Alozie     | 8 s 00 |
| 5    | Russie    | Irina Shevchenko | 8 s 02 |
| 6    | France    | Patricia Girard  | 8 s 04 |

### 4 × 400 m relais
| Rang | Pays        | Athlètes                                                              | Temps         |
| ---- | ----------- | --------------------------------------------------------------------- | ------------- |
| 1    | France      | Richard Maunier Rémi Wallard Brice Panel Marc Raquil                  | 3 min 07 s 90 |
| 2    | Royaume-Uni | Dale Garland Daniel Cossins Richard Davenport Gareth Warburton        | 3 min 09 s 53 |
| 3    | Russie      | Andrey Polukeyev Aleksandr Usov Dmitriy Forshev Aleksandr Broshchenko | 3 min 09 s 63 |
| 4    | Allemagne   | Florian Seitz Sebastian Gatzka Christian Duma Henning Hackelbusch     | 3 min 10 s 14 |
| 5    | Espagne     | David Canal Santiago Ezquerro Luis Flores Alberto Montero             | 3 min 11 s 72 |
| 6    | Pologne     | Piotr Rysiukiewicz Robert Maćkowiak Piotr Klimczak Marcin Marciniszyn | DSQ           |

| Rang | Pays        | Athlètes                                                                 | Temps         |
| ---- | ----------- | ------------------------------------------------------------------------ | ------------- |
| 1    | Russie      | Tatyana Levina Yuliya Pechonkina Irina Rosikhina Svetlana Pospelova      | 3 min 28 s 00 |
| 2    | Pologne     | Anna Pacholak Monika Bejnar Marta Chrust-Rozej Małgorzata Pskit          | 3 min 29 s 37 |
| 3    | Royaume-Uni | Melanie Purkiss Donna Fraser Catherine Murphy Lee McConnell              | 3 min 29 s 81 |
| 4    | Ukraine     | Antonina Yefremova Oksana Ilyushkina Liliya Pilyugina Nataliya Pyhyda    | 3 min 31 s 67 |
| 5    | Espagne     | Cora Olivero Laia Forcadell Miriam Bravo Belén Recio                     | 3 min 39 s 73 |
| 6    | Grèce       | Anna Moisiadou Eleftheria Papadopoulou Maria Papadopoulou Eleni Filandra | 3 min 48 s 42 |

### Saut en hauteur
| Rang | Pays                 | Athlète           | Hauteur |
| ---- | -------------------- | ----------------- | ------- |
| 1    | Suède                | Stefan Holm       | 2,40 m  |
| 2    | Russie               | Yaroslav Rybakov  | 2,38 m  |
| 3    | Russie               | Pavel Fomenko     | 2,32 m  |
| 4    | République tchèque   | Jaroslav Bába     | 2,30 m  |
| 5    | Serbie-et-Monténégro | Dragutin Topic    | 2,30 m  |
| 6    | Italie               | Andrea Bettinelli | 2.30 m  |

| Rang | Pays     | Athlète                 | Hauteur |
| ---- | -------- | ----------------------- | ------- |
| 1    | Russie   | Anna Tchitcherova       | 2,01 m  |
| 2    | Espagne  | Ruth Beitia             | 1,99 m  |
| 3    | Bulgarie | Venelina Veneva         | 1,97 m  |
| 4    | Espagne  | Marta Mendia            | 1,95 m  |
| 5    | Russie   | Tatjana Kivimägi        | 1,92 m  |
| 6    | Russie   | Yekaterina Aleksandrova | 1,92 m  |

### Saut à la perche
| Rang | Pays      | Athlète         | Hauteur |
| ---- | --------- | --------------- | ------- |
| 1    | Russie    | Igor Pavlov     | 5,90 m  |
| 2    | Ukraine   | Denys Yurchenko | 5,85 m  |
| 3    | Allemagne | Tim Lobinger    | 5,80 m  |
| 4    | Allemagne | Björn Otto      | 5,70 m  |
| 5    | Allemagne | Fabian Schulze  | 5,70 m  |
| 6    | France    | Jean Galfione   | 5,60 m  |

| Rang | Pays               | Athlète           | Hauteur |
| ---- | ------------------ | ----------------- | ------- |
| 1    | Russie             | Yelena Isinbayeva | 4,90 m  |
| 2    | Pologne            | Anna Rogowska     | 4,75 m  |
| 3    | Pologne            | Monika Pyrek      | 4,70 m  |
| 4    | Allemagne          | Carolin Hingst    | 4,65 m  |
| 5    | Russie             | Tatyana Polnova   | 4,60 m  |
| 6    | République tchèque | Pavla Hamáčková   | 4,55 m  |

### Saut en longueur
| Rang | Pays     | Athlète            | Longueur |
| ---- | -------- | ------------------ | -------- |
| 1    | Espagne  | Joan Lino Martinez | 8,37 m   |
| 2    | Roumanie | Bogdan Tarus       | 8,14 m   |
| 3    | Ukraine  | Volodymyr Zyuskov  | 7,99 m   |
| 4    | Finlande | Tommi Evilä        | 7,97 m   |
| 5    | Portugal | Gaspar Araujo      | 7,87 m   |
| 6    | Croatie  | Ivan Pucelj        | 7,84 m   |

| Rang | Pays      | Athlète             | Longueur |
| ---- | --------- | ------------------- | -------- |
| 1    | Portugal  | Naide Gomes         | 6,70 m   |
| 2    | Grèce     | Stillani Pilatou    | 6,64 m   |
| 3    | Roumanie  | Adina Anton         | 6,59 m   |
| 3    | Allemagne | Bianca Kappler      | 6,59 m   |
| 5    | Lettonie  | Ineta Radevica      | 6,58 m   |
| 6    | Russie    | Lyudmila Kolchanova | 6,56 m   |

### Triple saut
| Rang | Pays        | Athlète             | Longueur |
| ---- | ----------- | ------------------- | -------- |
| 1    | Russie      | Igor Spasovkhodskiy | 17,20 m  |
| 2    | Ukraine     | Mykola Savolainen   | 17,01 m  |
| 3    | Russie      | Aleksandr Petrenko  | 16,98 m  |
| 4    | Royaume-Uni | Nathan Douglas      | 16,89 m  |
| 5    | Bulgarie    | Momchil Karailiev   | 16,64 m  |
| 6    | Pologne     | Jacek Kazimierowski | 16,26 m  |

| Rang | Pays               | Athlète            | Longueur |
| ---- | ------------------ | ------------------ | -------- |
| 1    | Russie             | Viktoriya Gurova   | 14,74 m  |
| 2    | Italie             | Magdelin Martinez  | 14,54 m  |
| 3    | Espagne            | Carlota Castrejana | 14,45 m  |
| 4    | République tchèque | Šárka Kašpárková   | 14,34 m  |
| 5    | Roumanie           | Adelina Gavrila    | 14,33 m  |
| 6    | Biélorussie        | Natalya Safronova  | 14,31 m  |

### Lancer du poids
| Rang | Pays      | Athlète         | Distance |
| ---- | --------- | --------------- | -------- |
| 1    | Danemark  | Joachim Olsen   | 21,19 m  |
| 2    | Pays-Bas  | Rutger Smith    | 20,79 m  |
| 3    | Espagne   | Manuel Martínez | 20,51 m  |
| 4    | Finlande  | Ville Tiisanoja | 20,36 m  |
| 5    | Roumanie  | Gheorghe Guset  | 20,25 m  |
| 6    | Slovaquie | Mikulas Konopka | 19,95 m  |

| Rang | Pays        | Athlète            | Distance |
| ---- | ----------- | ------------------ | -------- |
| 1    | Biélorussie | Nadezhda Ostapchuk | 19,37 m  |
| 2    | Pologne     | Krystyna Zabawska  | 18,96 m  |
| 3    | Russie      | Olga Ryabinkina    | 18,83 m  |
| 4    | Allemagne   | Petra Lammert      | 18,69 m  |
| 5    | Pays-Bas    | Lieja Tunks        | 17,76 m  |
| 6    | Italie      | Assunta Legnante   | 17,76 m  |

### Heptathlon/Pentathlon
| Rang | Pays               | Athlète             | Points       |
| ---- | ------------------ | ------------------- | ------------ |
| 1    | République tchèque | Roman Šebrle        | 6 232 points |
| 2    | Russie             | Aleksandr Pogorelov | 6 111 points |
| 3    | Autriche           | Roland Schwarzl     | 6 064 points |
| 4    | Pays-Bas           | Chiel Warners       | 6 055 points |
| 5    | Hongrie            | Attila Zsivoczky    | 6 024 points |
| 6    | Russie             | Aleksey Drozdov     | 5 939 points |

| Rang | Pays        | Athlète              | Points       |
| ---- | ----------- | -------------------- | ------------ |
| 1    | Suède       | Carolina Klüft       | 4 948 points |
| 2    | Royaume-Uni | Kelly Sotherton      | 4 733 points |
| 3    | Ukraine     | Nataliya Dobrynska   | 4 667 points |
| 4    | Pays-Bas    | Karin Ruckstuhl      | 4 605 points |
| 5    | Allemagne   | Sonja Kesselschläger | 4 587 points |
| 6    | France      | Marie Collonvillé    | 4 538 points |

## Légende
- RE : Record d'Europe
- RC : Record des Championnats
- RN : Record national
- disq. : disqualification
- ab. : abandon